# Joyful Drake
Joyful Drake (* 24. September 1976 in Milwaukee, Wisconsin) ist eine US-amerikanische Schauspielerin.

## Karriere
Joyful Drake feierte ihr Schauspieldebüt in der Fernsehserie Soul Food, darin spielte sie in zwei Folgen die Rolle der Tamara. Anschließend spielte sie in Filmkomödien wie in The Look aus dem Jahr 2003 und Hair Show aus dem Jahr 2004 mit Mo’Nique in der Hauptrolle. In der Filmkomödie Beauty Shop spielte sie die Rolle der Mercedes, in der Queen Latifah die Hauptrolle erhielt. Im selben Jahr wirkte sie in der Fernsehserie Cuts in drei Folgen als Lani mit. Neben Mo’Nique spielte sie ein weiteres Mal in Phat Girlz mit, worin sie die Nebenrolle Mia spielte. Drake spielte die Mutter von Sergio Kind (dargestellt durch Sean Combs) in Männertrip aus dem Jahr 2010 mit Russell Brand und Jonah Hill in den Hauptrollen. Für den Fernsehfilm Glass Heels, in dem sie die Hauptrolle spielte, verfasste Joyful Drake das Drehbuch und war als Produzentin tätig. Seit 2011 verkörpert Drake eine der vier Hauptrollen der US-amerikanischen Fernsehserie Let’s Stay Together. Darin mimte sie die Rolle der Tasha Woodson. In dem Actionfilm Bad Ass von Craig Moss aus dem Jahr 2012 erhielt sie die Rolle der Amber Lamps und stand dabei neben Danny Trejo, Charles S. Dutton und Ron Perlman vor der Kamera.

## Filmografie (Auswahl)
- 2001: Soul Food (Fernsehserie, zwei Folgen)
- 2003: The Look
- 2004: Hair Show
- 2005: Beauty Shop
- 2005: Cuts (Fernsehserie, drei Folgen)
- 2006: Phat Girlz
- 2006: The Game (Fernsehserie, Episode 3x05 Muttersöhnchen)
- 2010: Männertrip (Get Him to the Gree)
- 2011: Glass Heels (Fernsehfilm)
- 2011–2014: Let’s Stay Together (Fernsehserie, 52 Folgen)
- 2012: Bad Ass
- 2014: Kidnapped – Die Entführung des Reagan Pearce (Catch Hell)
- 2015: Die November-Regel (November Rule)
- 2015: Jane the Virgin (Fernsehserie, Episode 2x07 Chapter Twenty-Nine)
- 2016: Chasing Waterfalls (Fernsehfilm)
- 2018: The Quad (Fernsehserie, drei Folgen)
- 2022: Unthinkably Good Things